# André Chevrillon
André Chevrillon (Ruelle-sur-Touvre, 3 maggio 1864 – Parigi, 9 luglio 1957) è stato uno scrittore francese.

## Biografia
Nipote di Hippolyte Taine, passò una parte della sua infanzia in Inghilterra. Compì i suoi studi secondari a Parigi e si laureò in Storia all'Università della Sorbona. La sua tesi di dottorato fu su Sydney Smith e il "Rinascimento delle idee liberali in Inghilterra nel XIX secolo".
Professore alla Scuola navale e alla Facoltà di Lettere di Lilla, si consacrò unicamente alla letteratura a partire dal 1894. Dal 1920 fu membro dell'Académie française.
Compì numerosi viaggi, in India, America e Africa.

## Pubblicazioni
- Dans l'Inde (1891)
- Sydney Smith e il Rinascimento delle idee liberali in Inghilterra nel XIX secolo (1894)
- Terres mortes (1897)
- Études anglaises (1901)
- Un Crépuscule d'Islam (1906)
- Nouvelles études anglaises (1910)
- L'Angleterre et la guerre (1917)
- Près des combattants (1919)
- Marrakech dans les palmes (1920)
- Les Américains à Brest (1920)
- Trois études de littérature anglaise (1921)